# Josep Grau i Casals
Josep Grau i Casals (Tagamanent, segle xix – segle xx) va ser un ric propietari rural, alcalde de Tagamanent en dues ocasions en la primera meitat del segle xx.
Del seu pare, Cristòfol Grau i Esteve, heretà el mas de la Figuera, en l'antiga parròquia de Sant Cebrià de la Móra; la finca era tan important econòmicament que, el 1924, Grau constava com el màxim contribuent rústic del terme de la Móra. El 1917, Josep Grau substituí en l'alcaldia el seu pare Cristòfol (alcalde del 1912 al 1916), i governà el poble fins al 1923. A l'1 de gener del 1926 va ser elegit novament per presidir el consistori de Tagamanent, i ocupà el càrrec fins al 1932 en representació de la Lliga Catalana. Després de la guerra civil espanyola tornà a encara a l'ajuntament, aquest cop en representació de la Falange.
De la seva obra de govern es pot esmentar la compra de can Fontanals per a seu municipal (1918), la petició municipal al govern perquè es repatriessin les tropes del Marroc (1920), el nomenament de fill adoptiu de Tagamanent per al "Batallón de Montaña Estella núm. 4", acantonat a Granollers (1928), i l'aprovació municipal per unanimitat de l'Estatut d'autonomia de Catalunya (el 27 de març del 19311).